# Micky Dymond
Micky Dymond   (Garden Grove, 21 de gener de 1965) és un antic pilot professional de motociclisme nord-americà. Va començar com a pilot de motocròs i va competir als Campionats AMA entre el 1982 i el 1992, on va guanyar dos títols de 125cc consecutius amb Honda (1986-1987). Més tard es dedicà a competir en supermotard i pujades de muntanya i, entre d'altres, guanyà el campionat AMA de Supermoto i la Pikes Peak International Hillclimb (ambdós el 2005 amb KTM) i l'Xtreme Outlaws Supermoto amb Honda el 2010.

## Palmarès

### Títols per any
| Any  | Equip | Campionat     | Classe    |
| ---- | ----- | ------------- | --------- |
| 1986 | Honda | AMA Motocross | 125cc     |
| 1987 | Honda | AMA Motocross | 125cc     |
|      |       |               |           |
| 2005 | KTM   | AMA Supermoto | Unlimited |

### Resum
- 2 Campionats AMA de motocròs 125cc
- 1 Campionat AMA de Supermoto

## Obra publicada
- Dymond, Micky; Bailey, David (pròleg). Armijo, Vic i Mueller Thomas (ed). The Legends of the Road: Where physical limits meet faith and pride (en anglès).  Autoeditat (CreateSpace), 2017. ISBN 978-1548022389.